# Yacimiento de icnitas de dinosaurio El Paso
El yacimiento de icnitas de dinosaurio El Paso se halla en el afloramiento situado al sur de la localidad española de Villanueva de Huerva en la provincia de Zaragoza, a lo largo del barranco excavado por el río Huerva, y ligeramente al norte del anticlinal de Aguilón. El acceso a dicho perfil se realiza siguiendo la carretera que une las localidades de Villanueva de Huerva y Aguilón, a 1,5 km aproximadamente de la primera de ellas, bajando, a partir de este punto, al barranco del río Huerva.
Las huellas de Villanueva de Huerva (dos huellas de terópodo tridáctilas aisladas) se localizan dentro de una sucesión esencialmente calcárea (200 metros) constituida normalmente por calizas y margas alternantes, superpuesta a unos 100 metros de lutitas y areniscas de la misma unidad, y perteneciente al estratotipo de la Fm. En 2005, miembros del grupo paleontológico de investigación 'Agrosaurus' de la Universidad de Zaragoza, señalaron que las marcadas diferencias de las dos rutas de huella del yacimiento hacían pensar en dos tipos diferentes de taxones de dinosaurios terópodos en la zona durante el periodo valanginiano-hauteriviano.

## Estatus patrimonial
Junto a otros diez yacimientos de icnitas, el de El Paso fue declarado Bien de Interés Cultural, en la categoría de Conjunto de Interés Cultural, como zona paleontológica por Decreto 20/2003, de 28 de enero, del Gobierno de Aragón, publicado en el Boletín Oficial de Aragón el 12 de febrero del mismo año.